# كرة العليا (توت ندة)
كرة العليا (بالفارسية: کره علیا) هي قرية تقع في إيران في قسم توت ندة الريفي. يقدر عدد سكانها بـ 196 نسمة بحسب إحصاء 2016.